# ويليام فيشر
ويليام فيشر هو سياسي كندي، ولد في 10 مارس 1811 في المملكة المتحدة، وتوفي في 4 مايو 1891 بفيكتوريا في كندا.